# JS Massira
O Jeunesse Sportive d'El Massira (em árabe : شباب المسيرة الرياضي) é um clube de futebol marroquino com sede em Laâyoune, no Saara Ocidental. O clube foi fundado em 1977.

## História
O clube foi fundado em 1977, na cidade de Benslimane com o nome de Forces Auxiliaires de Ben Slimane, de 1977 a 1994. Em 1994, as autoridades marroquinas dissolveram o clube, transferindo-o para a cidade de Laâyoune com o novo nome de Jeunesse sportive El Massira .

## Estatística

### Posição na liga
- A : primeiro nível
- B : segundo nível
- C : terceiro nível

|  | Participações em 2021 |

| Competição | Competição    | Temporadas | Melhor campanha                        | Estreia | Última  | P | R |
| Marrocos   | Botola Pro    | 18         | 4° (1996-97)                           | 1994-95 | 2011-12 |   | 1 |
| Marrocos   | Taça do Trono | 21 ?       | semifinais (1996-97, 2000-01, 2004-05) | ?       | 2018-19 |   |   |
| Marrocos   | Botola 2      | 07         | 7° (2014-15)                           | 2012-13 | 2018-19 |   | 1 |
| Marrocos   | Botola 3      | 02         | 10° (2019-20                           | 2019-20 | 2020-21 |   |   |